# Nước cất

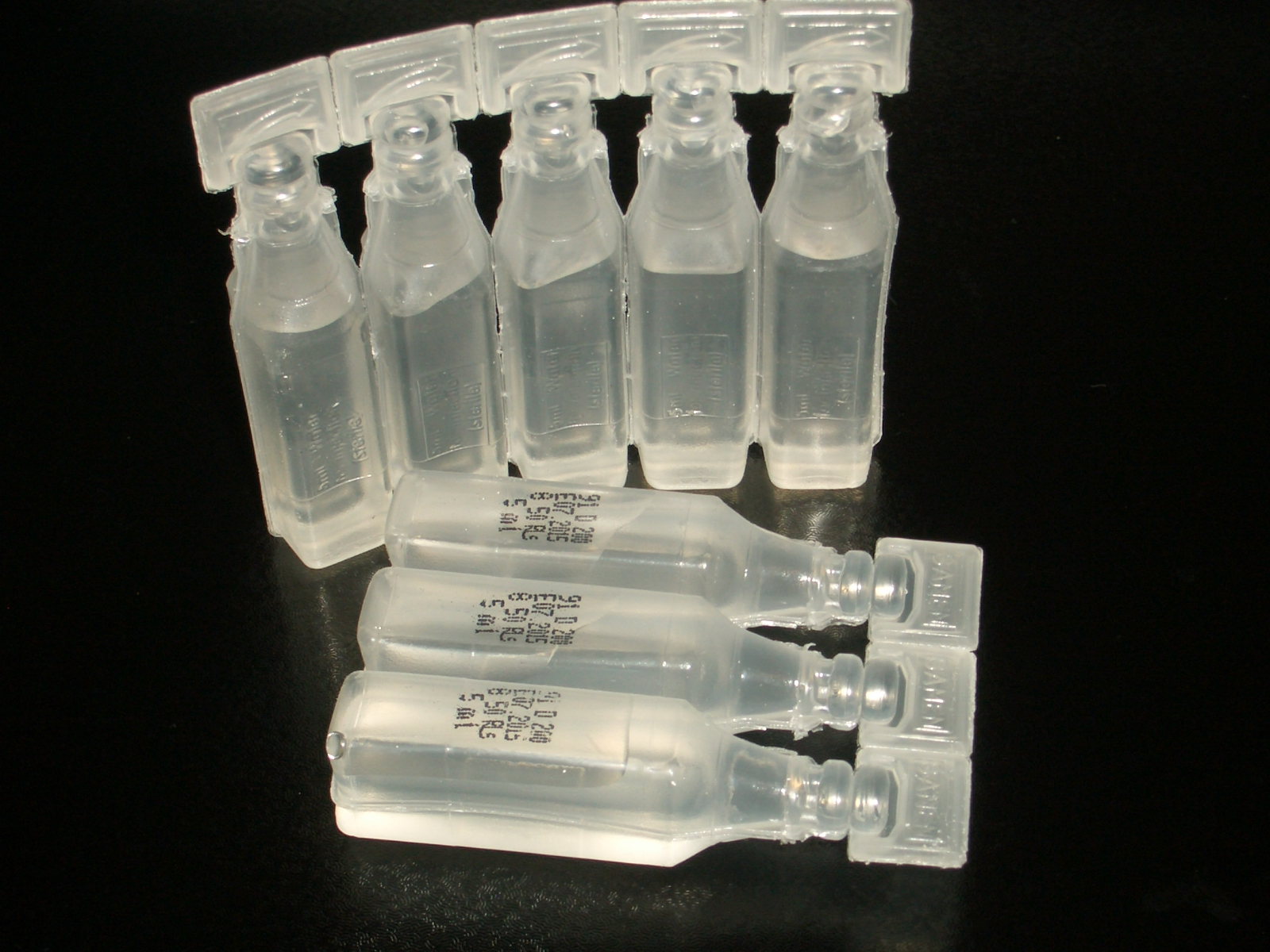
Nước cất trong y tế

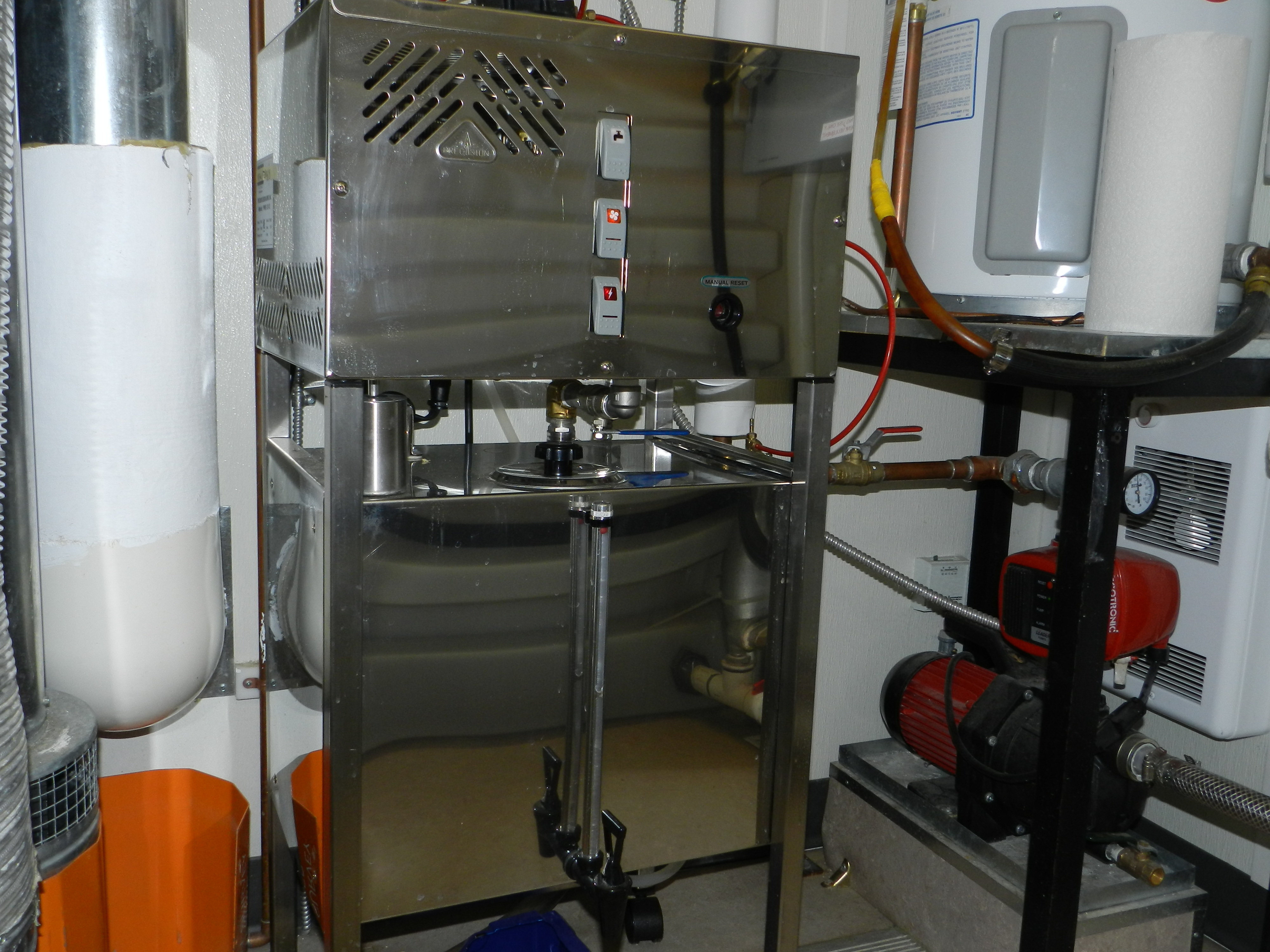
Một bộ máy chưng cất nước

Nước cất là nước tinh khiết, nguyên chất, được điều chế bằng cách chưng cất và thường được sử dụng trong y tế như pha chế thuốc tiêm, thuốc uống, biệt dược, rửa dụng cụ y tế, rửa vết thương.
Thành phần nước cất hoàn toàn không chứa các tạp chất hữu cơ hay vô cơ, do đó nó cũng là dung môi thích hợp để rửa dụng cụ thí nghiệm, pha chế hóa chất hoặc thực hiện một số phản ứng hóa học.
Trong thực tế, người ta thường sử dụng nước cất bán tại các nhà thuốc dưới dạng đóng chai. Tuy nhiên, điều kiện gia đình nếu thích hợp vẫn có thể tự điều chế nước cất bằng cách cho nước lã vào đun sôi và hứng nước / hơi nước ngưng tụ trong môi trường lạnh.

## Phân loại
Nước cất thông thường được chia thành ba loại: nước cất 1 lần (qua chưng cất 1 lần), nước cất 2 lần (nước cất 1 lần được chưng cất thêm lần 2). nước cất 3 lần (nước cất 2 lần được chưng cất thêm lần 3). Ngoài ra, nước cất còn được phân loại theo thành phần lý hóa (như TDS, độ dẫn điện,...)
Để có được sản phẩm nước cất đạt được tiêu chuẩn theo đúng nghĩa đen (cất 1 lần, cất 2 lần) và đạt tiêu chuẩn lý hóa thì nước cất thì người ta căn cứ vào tiêu chuẩn cơ sở do nhà sản xuất công bố và so sánh với tiêu chuẩn nhà nước, tiêu chuẩn ngành để đánh giá chất lượng.
Hiện có 2 tiêu chuẩn về nước cất được áp dụng là: TCVN 4581-89 và Tiêu chuẩn nước tinh khiết trong Dược điển 4.
Cần phân biệt nước cất với nước lò hơi. Nước cất được sản xuất trên Dây chuyền sản xuất nước cất bằng thiết bị inox, với mục tiêu sản phẩm duy nhất là nước cất nên sau khi bay hơi được ngưng và hứng ngay tại đầu vòi, không dùng các đường ống vòng vèo, khó vệ sinh. Vì vậy nước cất luôn luôn có chất lượng đảm bảo với tiêu chuẩn nước cất dùng cho phòng thí nghiệm và y tế, dược phẩm, sắc thuốc bắc, ắc quy, két nước, các ngành công nghệ, kỹ thuật.
Trong phòng thí nghiệm nước cất cũng được sản xuất bằng máy chưng cất bằng thủy tinh.
Lò hơi được làm bằng thép, sắt, và các bộ phận ngưng bằng sắt, kẽm, nước sau khi bốc hơi được chuyển đi trao đổi nhiệt, làm nóng các thiết bị khác rồi thu hồi lại. Vì vậy nước lò hơi luôn bị nhiễm bẩn và không đủ chất lượng để gọi là nước tinh khiết. Vì vậy cần lưu ý sự khác nhau về nghĩa hiểu giữa nước cất và nước lò hơi.
Một số phương pháp khác như deion và thẩm thấu ngược RO cũng tạo ra loại nước tinh khiết nhưng chất lượng kém hơn nước cất bởi nước cất ngoài việc loại bỏ các khoáng chất và các chất hữu cơ thì quá trình chưng cất ở 100 độ C, nước bay hơi kích thước nano được tiếp xúc với oxy không khí tạo phản ứng o xi hóa các kim loại chuyển tiếp như sắt 2 về sắt 3, crôm III về crôm VI. Do vậy nước cất luôn có chỉ số oxygen hóa thấp hơn, làm mất khả năng xúc tác không mong muốn của Crom III khi pha chế thuốc kháng sinh có cấu trúc hóa học mạch vòng không no. Với tỷ lệ chất kháng sinh cỡ miligram thì việc loại bỏ các kim loại chuyển tiếp như Crom III là rất cần thiết và có ý nghĩa để đảm bảo thuốc không bị thay đổi hoạt tính sinh học và tăng thời gian bảo quản thuốc.
Nước cất hoàn toàn không dẫn điện.  

## Tổng lượng chất rắn hòa tan - TDS
Nước tinh khiết có hàm lượng TDS < 50 mg/L. Nước vừa được xử lý thường có TDS trong khoảng 0.5-1.5 mg/ L.